# Пойнтон-Хилл, Дороти
Дороти Пойнтон-Хилл (англ. Dorothy Poynton-Hill, в дальнейшем Тойбер, англ. Teuber; 17 июля 1915, Солт-Лейк-Сити — 18 мая 1995, Риверсайд, Калифорния) — американская прыгунья в воду, двукратная олимпийская чемпионка в прыжках с десятиметровой вышки.

## Биография

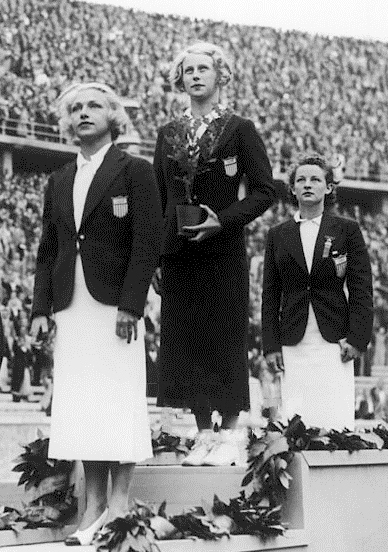
Пойнтон-Хилл на летних Олимпийских играх 1936 года во время вручения бронзовой медали

Дороти Пойнтон родилась в 1915 году в Солт-Лейк-Сити. На летних Олимпийских играх 1928 года в Амстердаме 13-летняя Пойнтон завоевала серебряную медаль в прыжках в воду с трёхметрового трамплина, уступив соотечественнице Хелен Мини. Она стала самой юной американской медалисткой в истории Олимпийских игр. 
На летних Олимпийских играх 1932 года в Лос-Анджелесе Пойнтон победила в прыжках в воду с десятиметровой вышки. В 1933-1935 годах она побеждала на соревнованиях Любительского спортивного союза. Пойнтон-Хилл повторила своё достижение на летних Олимпийских играх 1936 года в Берлине, при этом также заняла третье место в прыжке с трёхметрового трамплина. Пойнтон стала первой спортсменкой, дважды победившей в прыжках в воду с десятиметровой вышки.
После завершения спортивной карьеры Пойнтон-Хилл открыла клуб водных видов спорта Dorothy Poynton Aquatic Club в Лос-Анджелесе и снялась в нескольких рекламных роликах. Она была дважды замужем. 
В 1968 году Дороти Тойбер была включена в Зал Славы мирового плавания. Её также включили в Зал Славы спорта Пасадины. Она скончалась в 1995 году на 80-м году жизни.